# Kênh Xáng Lớn
Kênh Xáng Lớn (tên khác: Kênh An Hạ) là một con kênh đổ ra Sông Vàm Cỏ. Kênh có chiều dài 27 km. Kênh Xáng Lớn chảy qua tỉnh Long An và Thành phố Hồ Chí Minh.